# Graphiurus surdus
Graphiurus surdus és una espècie de mamífer rosegador esciüromorf de la família Gliridae. Es troba al Camerun, la República Democràtica del Congo, Guinea Equatorial i Gabon. El seu hàbitat natural són els boscos humit de terres baixes forestals, ja siguin subtropicals o tropicals.